# Eleição para governador do Oklahoma em 2010
A eleição para governador do estado americano do Oklahoma em 2010 aconteceu em 2 de novembro de 2010, para decidir o novo Governador do Oklahoma.O não-partidário Cook Political Report e CQ Politics tacham esta eleição como uma provável vitória do Republicano no estado.

## Candidatos
- Jari Askins:candidata do partido democrata ao governo do Oklahoma,vice-governadora desde 2007,atuou na Câmara dos Deputados entre 2005 e 2006,Askins aparece em 2º lugar na disputa.
- Mary Fallin:candidata pelo partido republicano,Fallin foi vice-governadora do Oklahoma entre 1995 e 2007,desde 2007 é Representante do 5º distrito congressional do Oklahoma;na última pesquisa Fallin tinha 60% dos votos.[4]

## Primária Democrata
| Primária Democrata | Primária Democrata | Primária Democrata | Primária Democrata | Primária Democrata | Primária Democrata |
| Partido            | Candidato          | Votos              | %                  |                    |                    |
| Democrata          | Jari Askins        | 132.591            | 50,3%              |                    |                    |
| Democrata          | Drew Edmondson     | 131.097            | 49,7%              |                    |                    |
| ------------------ | ------------------ | ------------------ | ------------------ | ------------------ | ------------------ |

## Primária Republicana
| Primária Republicana | Primária Republicana | Primária Republicana | Primária Republicana | Primária Republicana | Primária Republicana |
| Partido              | Candidato            | Votos                | %                    |                      |                      |
| Republicano          | Mary Fallin          | 136.477              | 54,8%                |                      |                      |
| Republicano          | Randy Brogdon        | 98.170               | 39,4%                |                      |                      |
| Republicano          | Robert Hubbard       | 8.132                | 3,3%                 |                      |                      |
| Republicano          | Roger L. Jackson     | 6.290                | 2,5%                 |                      |                      |
| -------------------- | -------------------- | -------------------- | -------------------- | -------------------- | -------------------- |